# Autobahn (Kosovo)
Die Autobahnen (albanisch Autostrada bzw. Autostradë oder auch Autoudha/ë, serbisch Ауто-путеви Auto-putevi) sind ein Straßentyp im Kosovo. 
Sie dienen dem überregionalen und internationalen Verkehr.
Das  Autobahnnetz im Kosovo zählt zu den jüngsten in Europa und befindet sich zurzeit im Aufbau. Aufgrund des Kosovokrieges und der nachfolgenden UNMIK-Verwaltung wurden wenig Geldmittel für den Erhalt und den Ausbau des Straßensystems im Kosovo investiert. Erst nach der Unabhängigkeit von Serbien hat die kosovarische Regierung konkrete Pläne für den Ausbau des Straßensystems entwickelt. Derzeit existieren Autobahnen mit einer Länge von fast 200 Kilometern, ungefähr 87,1 Autobahnkilometer werden gebaut. Das geplante Autobahnnetz beträgt ca. 120 Kilometer. Die wichtigste und längste Autobahnverbindung ist die West-Ost-Verbindung R 7.
Die Internationale Versicherungskarte für Kraftverkehr wird im Kosovo nicht anerkannt. Ausländer müssen daher an der Grenze eine kosovarische Versicherungskarte erwerben. Für die Durchreise kann eine 15 Tage gültige Versicherung für 30 Euro abgeschlossen werden.

Beginn der Schnellstraße

Ende der Schnellstraße

Die Schnellstraßen (albanisch Rruga nacionale beziehungsweise Rrugë nacionale oder auch Magjistralja/Magjistralë, serbisch Ауто-путеви/Auto-putevi) sind ein Straßentyp im Kosovo. 
Sie dienen dem überregionalen und internationalen Verkehr. Zurzeit gibt es im Kosovo drei Schnellstraßen. Die wichtigsten und längsten Schnellstraßenverbindungen sind die West-Ost-Verbindungen M-9 und M-25.

## Maut

Zurzeit wird auf der Autobahn keine Maut erhoben. Die Ausfahrten sind aber bereits so gebaut worden, dass ein geschlossenes, streckenabhängiges Mautsystem errichtet werden kann.

## Merkmale

### Regel

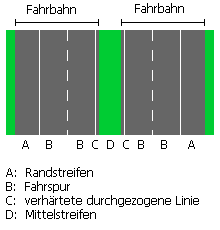
Aufbau einer kosovarischen Autobahn

Eine kosovarische Autobahn besteht in der Regel aus zwei Richtungsfahrbahnen mit mindestens zwei Fahrstreifen und einem Pannenstreifen.

### Beleuchtung
Die kosovarische Autobahnen werden innerhalb der Ausfahrten komplett beleuchtet. Darüber hinaus werden nur Streckenabschnitte in der Nähe größerer Städten und von Autobahnkreuzen beleuchtet.

### Regeln
Die zulässige Höchstgeschwindigkeit beträgt für Pkw ohne Anhänger 130 km/h. Auf Straßen die bauartbedingt sind, oder beim Mitführen eines Anhängers sind nicht mehr als 80 km/h erlaubt.

## Nummerierung

### Nationalstraßen

Beschilderung der M-25

Die kosovarischen Nationalstraßen und autobahnähnliche Straßen (Schnellstraßen) werden mit dem Buchstaben M (für Magjistralja, zu Deutsch Magistralstraße) gefolgt von einem Bindestrich oder auch N (für Rruga nacionale, zu Deutsch Nationalstraße) und einer ein- oder zweistelligen Zahl nummeriert. Untergeordnete Nationalstraßen besitzen zusätzlich einen Punkt gefolgt von einer einstelligen Zahl. Bislang entspricht die Nummerierung der Nationalstraßen noch der serbischen bzw. der alten jugoslawischen Nummerierung. Aus diesem Grund ist die Nummernvergabe innerhalb des Kosovo sehr inkonsistent mit großen Sprüngen zwischen den Nummern. Es ist bis jetzt nicht absehbar, ob diese Nummerierung reformiert wird.

### Autobahnen
Autostrada R 6

Beschilderung der R 7

Die in Bau oder in Planung befindlichen neuen Autobahnen werden mit dem Buchstaben R (für Route) gefolgt von einem Leerzeichen und einer einstelligen Zahl nummeriert.